# École d'Alep

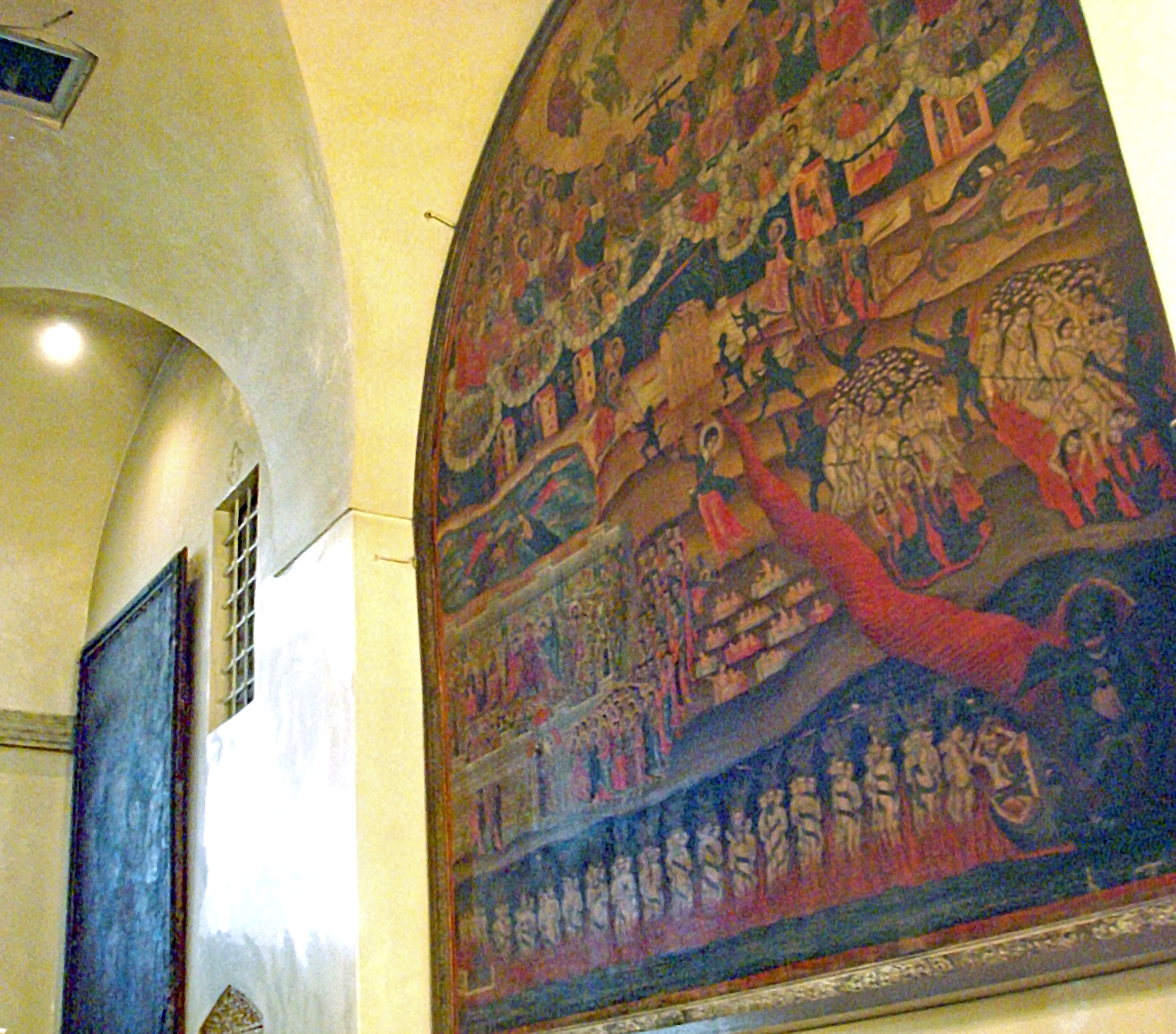
Nehmatallah Hovsep, Le Jugement dernier (1703)

L'école d'Alep est une école de peinture d'icônes fondée par Yûsuf Al-Musawwir (Joseph l'Iconographe) et qui a fleuri entre 1645 au plus tard et 1777.